# HMS Constance (1915)
«Констанс» (англ. HMS Constance (1915) — військовий корабель, легкий крейсер типу «C» підкласу «Кембріан» Королівського військово-морського флоту Великої Британії за часів Першої світової війни.

## Історія створення
Крейсер «Констанс» був закладений 25 січня 1915 року на верфі компанії Cammell Laird у Беркенгеді. 12 вересня 1915 року спущений на воду, а у січні 1916 року увійшов до складу Королівських ВМС Великої Британії.

## Історія служби
Після введення до лав Королівського флоту, «Констанс» включили до складу 4-ї ескадри легких крейсерів Великого флоту, де крейсер перебував до 1919 року. Брав участь у Ютландській битві 31 травня-1 червня 1916 року.
Після закінчення Першої світової війни «Констанс» була призначена до 8-ї ескадри легких крейсерів на Північноамериканській та Західно-Індійській станції з 1919 по 1926 рік. У січні 1923 року перевели в Девонпорті для продовження служби. З вересня 1926 до грудня 1927 року проходив ремонт на верфі Чатем, після його завершення став флагманом Портсмутського резерву. З 1928 по листопад 1930 року перебував у 5-ї крейсерській ескадрі на Китайській станції.
У березні 1931 року «Констанс» був виведений з ладу, переведений до Резервного флоту у Портсмуті, залишаючись там до липня 1935 року. У 1936 році «Констанс» продали на брухт.